# Миљијаро (Ђенова)
Миљијаро је насеље у Италији у округу Ђенова, региону Лигурија.
Према процени из 2011. у насељу је живело 48 становника. Насеље се налази на надморској висини од 195 м.